# CUJZEK - Centar za uzgoj i zaštitu međimurskog konja, Macinec
CUJZEK - Centar za uzgoj i zaštitu međimurskog konja, konjogojsko gospodarstvo osnovano radi održanja i revitalizacije ugrožene autohtone hrvatske pasmine međimurskog konja. Nalazi se na prostranoj poljoprivrednoj površini nekoliko kilometara sjeverno od naselja Macinec u općini Nedelišće u Međimurskoj županiji, na sjeveru Hrvatske. Na ograđenom prostoru Centra veličine oko 8 hektara postoji infrastruktura potrebna za držanje konja, uključujući konjušnicu, te stručno osoblje. U prvoj polovici 2024. godine na toj lokaciji je bilo smješteno petnaestak kobila, pastuha i ždrebadi međimurskog konja.

## Osnivanje i obilježja lokacije
Centar je osnovan 23. travnja 2020. godine kao udruga sa sjedištem u Macincu. Cilj Centra, a to je uzgoj jedine autohtone pasmine konja u ovom dijelu Hrvatske, a koja se nalazi pod prijetnjom izumiranja, znatno će pospješiti i proširiti mogućnosti za opstanak te pasmine, s obzirom na veće kapacitete i potencijale u odnosu na već ranije osnovanu ergelu međimurskog konja u Žabniku te privatne uzgajatelje. 
Za smještaj Centra odabrana je lokacija koja je već prije ispunjavala dobar dio uvjeta kakve zahtijeva osnivanje ergele, a nalazi se uz desnu (istočnu) stranu ceste koja u pravcu sjevera povezuje Macinec s Gornjim Mihaljevcem. Nakon registracije poduzete su aktivnosti za uređenje i opremanje gospodarske zgrade u kojoj će se nalaziti konji, kao i prilagođavanje ograđenog vanjskog prostora cijelog kompleksa kojim će se životinje kretati. S obzirom na opremljenost i sadržaj, Centar posjeduje potencijal kojim bi mogao postati dio atrakcijske turističke ponude Međimurja, premda od osnivanja nije bio otvoren za širu javnost.

## Slike
| Kobila međimurskog konja | Konjušnica | Pastuh (riđan) međimurskog konja |

## Vanjske poveznice
- Centar za uzgoj i zaštitu međimurskog konja u Planu razvoja Međimurske županije za razdoblje do 2027. godine
- Neki podatci o djelovanju Centra
- Podatci o osnivanju udruge CUJZEK